# Deutsche Leichtathletik-Meisterschaften 2022/Resultate
Der Hauptteil der Wettbewerbe bei den 122. Deutschen Leichtathletik-Meisterschaften wurde am 25. und 26. Juni 2022 im Berliner Olympiastadion ausgetragen.
In der hier vorliegenden Auflistung sind die in den verschiedenen Wettbewerben unter den besten acht platzierten Leichtathletinnen und Leichtathleten aufgeführt. Eine Übersicht mit den drei Ersten sowie einigen Anmerkungen zu den Meisterschaften findet sich unter dem Link Deutsche Leichtathletik-Meisterschaften 2022.
Wie immer wurden zahlreiche Disziplinen zu anderen Terminen und an anderen Orten ausgetragen – in den folgenden Übersichten jeweils konkret benannt.

## Meisterschaftsresultate Männer

### 100 m
| Platz | Athlet, Verein                        | Zeit (s) |
| ----- | ------------------------------------- | -------- |
| 1     | Owen Ansah (Hamburger SV)             | 10,09    |
| 2     | Julian Wagner (LC Top Team Thüringen) | 10,12    |
| 3     | Lucas Ansah-Peprah (Hamburger SV)     | 10,17    |
| 4     | Kevin Kranz (Sprintteam Wetzlar)      | 10,21    |
| 5     | Milo Skupin-Alfa (LG Offenburg)       | 10,23    |
| 6     | Robin Ganter (MTG Mannheim)           | 10,33    |
| 7     | James Adebola (TV Wattenscheid 01)    | 10,37    |
| 8     | Michael Bryan (LC Rehlingen)          | 10,61    |

Datum: 25. Juni
Wind: +0,1 m/s

### 200 m
| Platz | Athlet, Verein                              | Zeit (s)                           |
| ----- | ------------------------------------------- | ---------------------------------- |
| 1     | Owen Ansah (Hamburger SV)                   | 20,41                              |
| 2     | James Adebola (TV Wattenscheid 01)          | 20,88                              |
| 3     | Kevin Ugo (TV Wattenscheid 01)              | 21,06                              |
| 4     | Jonas Hügen (LAC Quelle Fürth)              | 21,08                              |
| DSQ   | Lucas Ansah-Peprah (Hamburger SV)           | IWR 162, TR16.8 – Fehlstart        |
| DSQ   | Robin Ganter (MTG Mannheim)                 | IWR 162, TR16.8 – Fehlstart        |
| DSQ   | Joshua Hartmann (ASV Köln)                  | IWR 163, TR17.3.1 – Bahnübertreten |
| DSQ   | Steven Müller (LG OVAG Friedberg-Fauerbach) | IWR 162, TR16.8 – Fehlstart        |

Datum: 26. Juni
Wind: +0,6 m/s

### 400 m
| Platz | Athlet, Verein                         | Zeit (s) |
| ----- | -------------------------------------- | -------- |
| 1     | Marvin Schlegel (LAC Erdgas Chemnitz)  | 45,77    |
| 2     | Patrick Schneider (TV Wattenscheid 01) | 45,99    |
| 3     | Manuel Sanders (LG Olympia Dortmund)   | 46,04    |
| 4     | Marc Koch (LG Nord Berlin)             | 46,39    |
| 5     | Henrik Krause (LG Olympia Dortmund)    | 46,71    |
| 6     | Maximilian Kremser (Solinger LC)       | 46,74    |
| 7     | Malik Diakité (Hannover 96)            | 46,77    |
| 8     | Jean Paul Bredau (SC Potsdam)          | 47,09    |

Datum: 26. Juni

### 800 m
| Platz | Athlet, Verein                              | Zeit (min) |
| ----- | ------------------------------------------- | ---------- |
| 1     | Tim Holzapfel (Unterländer LG)              | 1:49,25    |
| 2     | Rocco Martin (SG Motor Gohlis-Nord Leipzig) | 1:49,59    |
| 3     | Marc Reuther (Eintracht Frankfurt)          | 1:49,67    |
| 4     | Adrian Engstler (Turnverein Villingen)      | 1:49,80    |
| 5     | Tom Klose (TSV Bayer 04 Leverkusen)         | 1:50,09    |
| 6     | Conrad Kieselberger (SC DHfK Leipzig)       | 1:50,56    |
| 7     | Oskar Schwarzer (TV Groß-Gerau)             | 1:50,72    |
| 8     | Constantin Schulz (LC Cottbus)              | 1:52,12    |

Datum: 26. Juni

### 1500 m
| Platz | Athlet, Verein                           | Zeit (min) |
| ----- | ---------------------------------------- | ---------- |
| 1     | Christoph Kessler (LG Region Karlsruhe)  | 3:44,64    |
| 2     | Marius Probst (TV Wattenscheid 01)       | 3:44,72    |
| 3     | Mohamed Mohumed (LG Olympia Dortmund)    | 3:45,20    |
| 4     | Marc Tortell (Athletics Team Karben)     | 3:45,67    |
| 5     | Maximilian Feist (LG Olympia Dortmund)   | 3:45,81    |
| 6     | Timo Benitz (LG farbtex Nordschwarzwald) | 3:46,94    |
| 7     | Tim Assmann (TV Villingen)               | 3:47,30    |
| 8     | Lukas Abele (SSC Hanau-Rodenbach)        | 3:49,88    |

Datum: 26. Juni

### 5000 m
| Platz | Athlet, Verein                                 | Zeit (min) |
| ----- | ---------------------------------------------- | ---------- |
| 1     | Mohamed Mohumed (LG Olympia Dortmund)          | 13:43,16   |
| 2     | Sam Parsons (Eintracht Frankfurt)              | 13:43,48   |
| 3     | Nils Voigt (TV Wattenscheid 01)                | 13:44,13   |
| 4     | Maximilian Thorwirth (SFD 75 Düsseldorf-Süd)   | 13:46,78   |
| 5     | Davor Aaron Bienenfeld (SSC Hanau-Rodenbach)   | 13:47,05   |
| 6     | Markus Görger (LG Region Karlsruhe)            | 13:47,37   |
| 7     | Jan Lukas Becker (LSG Saarbrücken-Sulzbachtal) | 14:00,65   |
| 8     | Jonathan Dahlke (TSV Bayer 04 Leverkusen)      | 14:05,78   |

Datum: 25. Juni

### 10.000 m
| Platz | Athlet, Verein                               | Zeit (min) |
| ----- | -------------------------------------------- | ---------- |
| 1     | Simon Boch (LG Telis Finanz Regensburg)      | 28:11,69   |
| 2     | Filimon Abraham (LG Telis Finanz Regensburg) | 28:15,95   |
| 3     | Homiyu Tesfaye (TSV Pfungstadt)              | 28:46,11   |
| 4     | Kilian Schreiner (ASC 1990 Breidenbach)      | 29:32,83   |
| 5     | Lorenz Baum (LAV Stadtwerke Tübingen)        | 29:46,96   |
| 6     | Dustin Uhlig (TSG 1845 Heilbronn)            | 29:47,29   |
| 7     | Thorben Dietz (SSV Ulm 1846)                 | 29:49,11   |
| 8     | Alexander Schröder (TSV Bayer 04 Leverkusen) | 29:51,36   |

Datum: 7. Mai
fand in Pliezhausen statt

### 10-km-Straßenlauf
| Platz | Athlet, Verein                                 | Zeit (min) |
| ----- | ---------------------------------------------- | ---------- |
| 1     | Tom Förster (LG Vogtland)                      | 28:52      |
| 2     | Nils Voigt (TV Wattenscheid 01)                | 28:53      |
| 3     | Samuel Fitwi Sibhatu (LG Vulkaneifel)          | 29:01      |
| 4     | Jan Lukas Becker (LSG Saarbrücken-Sulzbachtal) | 29:04      |
| 5     | Jonathan Dahlke (TSV Bayer 04 Leverkusen)      | 29:12      |
| 6     | Tobias Blum (LC Rehlingen)                     | 29:20      |
| 7     | Filmon Teklebrhan (LAC Freiburg)               | 29:32      |
| 8     | Konstantin Wedel (LG Telis Finanz Regensburg)  | 29:33      |

Datum: 18. September
fand in Saarbrücken statt

### 10-km-Straßenlauf, Mannschaftswertung
| Platz | Verein, Besetzung                                                                 | Zeit (h) |
| ----- | --------------------------------------------------------------------------------- | -------- |
| 1     | TSV Bayer 04 Leverkusen I (Jonathan Dahlke, Alexander Schröder, Till Grommisch)   | 1:29:56  |
| 2     | LG Telis Finanz Regensburg (Konstantin Wedel, Maximilian Zeus, Tobias Ritter)     | 1:30:40  |
| 3     | SSC Hanau-Rodenbach (Marius Abele, Tristan Kaufhold, Dirk Busch)                  | 1:30:54  |
| 4     | LG farbtex Nordschwarzwald (Timo Benitz, Marc Corin Steinsberger, Dominic Müller) | 1:31:34  |
| 5     | LAZ Ludwigsburg (Julian Großkopf, Kurt Lauer, Benjamin Mannsdörfer)               | 1:33:20  |
| 6     | LG Nord Berlin (Dan Bürger, Niels Michalk, Thilo Brill)                           | 1:33:32  |
| 7     | TSV Bayer 04 Leverkusen II (Jonas Müller, Julien Jeandrée, Steffen Riestenpatt)   | 1:34:06  |
| 8     | SCC Berlin (Tobias Singer, Theodor Schucht, Timo Göhler)                          | 1:34:25  |

Datum: 18. September
fand in Saarbrücken statt

### Halbmarathon
| Platz | Athlet, Verein                                | Zeit (h) |
| ----- | --------------------------------------------- | -------- |
| 1     | Konstantin Wedel (LG Telis Finanz Regensburg) | 1:04:54  |
| 2     | Tobias Blum (LC Rehlingen)                    | 1:05:21  |
| 3     | Thorben Dietz (SSV Ulm 1846)                  | 1:05:42  |
| 4     | Marius Abele (SSC Hanau-Rodenbach)            | 1:05:44  |
| 5     | Julian Großkopf (LAZ Ludwigsburg)             | 1:05:46  |
| 6     | Lars Schwalm (Leichtathletikclub Kronshagen)  | 1:05:47  |
| 7     | Silvan Rauscher (LAV Stadtwerke Tübingen)     | 1:06:08  |
| 8     | Nicolas Wilde (Turnerbund Hamburg-Eilbeck)    | 1:06:13  |

Datum: 25. September
fand in Ulm im Rahmen des Einstein-Marathons statt

### Halbmarathon, Mannschaftswertung
| Platz | Verein, Besetzung                                                        | Zeit (h) |
| ----- | ------------------------------------------------------------------------ | -------- |
| 1     | TSG 1845 Heilbronn (Dustin Uhlig, Raphael Junghans, Andreas Honecker)    | 3:27:46  |
| 2     | LG Nord Berlin (Niels Michalk, Dan Bürger, Alexander Bley)               | 3:29:38  |
| 3     | SSC Hanau-Rodenbach (Marius Abele, Dominik Müller, Evan Habtemichael)    | 3:21:09  |
| 4     | TSG Schwäbisch Hall (Kay-Uwe Müller, Florian Dinse, Christian Muth)      | 3:38:10  |
| 5     | LAV Stadtwerke Tübingen (Silvan Rauscher, Tobias Babel, Jakob Macke)     | 3:38:26  |
| 6     | LAZ Ludwigsburg (Julian Großkopf, Benjamin Mannsdörfer, Martin Schumann) | 3:39:57  |
| 7     | TF Feuerbach (Christoph Hillebrand, Fabian Schnekenburger, Malte Weber)  | 3:40:03  |
| 8     | Rhein-Berg Runners (Lars Gronewold, Martin Koller, Martin Döhler)        | 3:55:15  |

Datum: 25. September
fand in Ulm im Rahmen des Einstein-Marathons statt

### Marathonlauf
| Platz | Athlet, Verein                                  | Zeit (h) |
| ----- | ----------------------------------------------- | -------- |
| 1     | Hendrik Pfeiffer (TV Wattenscheid 01)           | 2:10:59  |
| 2     | Frank Schauer (Tangermünde Elbdeichmarathon)    | 2:14:43  |
| 3     | Erik Hille (LG Telis Finanz Regensburg)         | 2:15:04  |
| 4     | Marcus Schöfisch (LAUFTRAINING.com Lauffreunde) | 2:15:05  |
| 5     | Nic Ihlow (LAUFTRAINING.com Lauffreunde)        | 2:15:07  |
| 6     | Moritz Beinlich (LG Rhein-Wied)                 | 2:16:24  |
| 7     | Lorenz Baum (LAV Stadtwerke Tübingen)           | 2:17:03  |
| 8     | Raoul Jankowski (Braunschweiger Laufclub)       | 2:22:27  |

Datum: 3. April
fand statt im Rahmen des Hannover-Marathons

### Marathonlauf, Mannschaftswertung
| Platz | Verein, Besetzung                                                             | Zeit (h) |
| ----- | ----------------------------------------------------------------------------- | -------- |
| 1     | LAUFTRAINING.com Lauffreunde (Marcus Schöfisch, Nic Ihlow, Sebastian Nitsche) | 6:57:30  |
| 2     | Braunschweiger Laufclub I (Raoul Jankowski, David Brecht, Silas Bergmann)     | 7:09:43  |
| 3     | TV Konstanz (Jens Ziganke, Niklas Hänze, Paul Snehotta)                       | 7:15:29  |
| 4     | LAV Stadtwerke Tübingen (Lorenz Baum, Tobias Babel, Matthias Koch)            | 7:33:51  |
| 5     | LG Region Karlsruhe (Karsten Müller, Stefan Fritz, Sebastian Speiser)         | 7:45:05  |
| 6     | Braunschweiger Laufclub II (Nicolai Riechers, Dominik Schrader, Jonas Marx)   | 7:49:45  |
| 7     | Osnabrücker Turnerbund (Dustin Karsch, Matthias Bergmann, Carl Pahlmann)      | 7:52:41  |
| 8     | Spiridon Frankfurt (Robert Unger, Markus Heidl, Florian Kaltenbach)           | 7:53:38  |

Datum: 3. April
fand statt im Rahmen des Hannover-Marathons

### 50-km-Straßenlauf(DUV)
| Platz | Athlet, Verein                                   | Zeit (h) |
| ----- | ------------------------------------------------ | -------- |
| 1     | Marcel Bräutigam (GutsMuths-Rennsteiglaufverein) | 2:51:59  |
| 2     | Raoul Jankowski (Braunschweiger Laufclub)        | 2:54:29  |
| 3     | Benedikt Hoffmann (TSG 1845 Heilbronn)           | 2:57:12  |
| 4     | René Menzel (Braunschweiger Laufclub)            | 2:58:20  |
| 5     | Maxim Fuchs (LG Passau)                          | 3:05:05  |
| 6     | Stephan Fruhmann (LG Passau)                     | 3:06:02  |
| 7     | Dominik Schrader (Braunschweiger Laufclub)       | 3:10:05  |
| 8     | Jens Santruschek (TV Bretten)                    | 3:11:45  |

Datum: 1. Mai
fand in Wolfenbüttel statt

### 50-km-Straßenlauf(DUV), Mannschaftswertung
| Platz | Verein, Besetzung                                                        | Zeit (h)     |
| ----- | ------------------------------------------------------------------------ | ------------ |
| 1     | Braunschweiger Laufclub (Raoul Jankowski, René Menzel, Dominik Schrader) | 9:02:52 CR   |
| 2     | LG Passau (Maxim Fuchs, Stephan Fruhmann, Mario Bernhardt)               | 9:30:15000   |
| 3     | LG Ultralauf I (Fabian Benz, Darius Spychala, Walter Hösch)              | 10:48:520000 |
| 4     | VfB Fallersleben (Frank Wiegand, Frank Burger, Rüdiger Burger)           | 12:07:400000 |
| 5     | LG Nord Berlin Ultrateam (Frank Weisgerber, Frank Balzer, Olaf Fink)     | 12:51:390000 |
| 6     | Laufclub BlueLiner (Matthias Thiede, Marcel Liebsch, Michael Richter)    | 13:21:450000 |
| 7     | LG Ultralauf II (Sebastian Riebandt, Klaus Haake, Michael Bohm)          | 13:27:280000 |

Datum: 1. Mai
fand in Wolfenbüttel statt
nur sieben Teams in der Wertung

### 100-km-Straßenlauf(DUV)
| Platz | Athlet, Verein                                       | Zeit (h) |
| ----- | ---------------------------------------------------- | -------- |
| 1     | Alexander Bock (LC Rehlingen)                        | 6:37:52  |
| 2     | Tim Schwippel (Braunschweiger Laufclub)              | 6:40:58  |
| 3     | Max Kirschbaum (LG Ohmbachsee)                       | 6:55:50  |
| 4     | Johannes Arens (TG Kitzingen)                        | 7:03:47  |
| 5     | Felix Weber (sportTREND Ultralaufteam Braunschweig)  | 7:23:56  |
| 6     | Timo Striegel (LAZ Ludwigsburg)                      | 7:33:28  |
| 7     | Marcel Leuze (sportTREND Ultralaufteam Braunschweig) | 7:33:51  |
| 8     | Marco Fuchs (Milers Colonia 2020)                    | 7:38:16  |

Datum: 9. April
fand in Ubstadt-Weiher statt

### 100-km-Straßenlauf(DUV), Mannschaftswertung
| Platz | Verein, Besetzung                                                | Zeit (h) |
| ----- | ---------------------------------------------------------------- | -------- |
| 1     | LG Nord Berlin Ultrateam (Frank Merrbach, Dirk Kiwus, Stu Thoms) | 28:11:18 |
| 2     | LSG Karlsruhe (Marius Seith, Harald Menzel, Irwan Harianto)      | 28:11:18 |
| 3     | LG Ultralauf (Fabian Benz, Florian Gossenauer, Walter Hösch)     | 28:31:30 |
| 4     | Team Icehouse (Frank Wiegand, Frank Burger, Rüdiger Burger)      | 30:16:44 |

Datum: 9. April
fand in Ubstadt-Weiher statt
nur vier Teams in der Wertung

### 110 m Hürden
| Platz | Athlet, Verein                              | Zeit (s) |
| ----- | ------------------------------------------- | -------- |
| 1     | Martin Vogel (LAC Erdgas Chemnitz)          | 13,74    |
| 2     | Tim Eikermann (TSV Bayer 04 Leverkusen)     | 13,78    |
| 3     | Stefan Volzer (VfL Sindelfingen)            | 13,83    |
| 4     | Yannick Spissinger (MTG Mannheim)           | 14,00    |
| 5     | Nico Beckers (LAV Bayer Uerdingen/Dormagen) | 14,47    |
| 6     | Moritz Heene (1. FC Kaiserslautern)         | 14,57    |
| DNF   | Gregory Minoue (TV Angermund)               |          |
| DNF   | Joshua Wagner (LG Westerwald)               |          |

Datum: 25. Juni
Wind: −0,3 m/s

### 400 m Hürden
| Platz | Athlet, Verein                           | Zeit (s) |
| ----- | ---------------------------------------- | -------- |
| 1     | Michael Adolf (TSV Gräfelfing)           | 51,25    |
| 2     | Jordan Gordon (OTB Osnabrück)            | 51,55    |
| 3     | Lennart Roos (LG Rhein-Wied)             | 51,87    |
| 4     | Andreas Kölbl (TSV Penzberg)             | 52,22    |
| 5     | Angelos Tsimopoulos (LAZ Ludwigsburg)    | 52,41    |
| 6     | Niclas Jan Kaluza (Eintracht Hildesheim) | 52,43    |
| 7     | Eric Herbert (Eintracht Frankfurt)       | 52,73    |
| 8     | Henri Schlund (TSV Bayer 04 Leverkusen)  | 52,77    |

Datum: 26. Juni

### 3000 m Hindernis
| Platz | Athlet, Verein                        | Zeit (min) |
| ----- | ------------------------------------- | ---------- |
| 1     | Karl Bebendorf (Dresdner SC)          | 8:27,61    |
| 2     | Frederik Ruppert (SC Myhl LA)         | 8:28,90    |
| 3     | Velten Schneider (VfL Sindelfingen)   | 8:45,53    |
| 4     | Jens Mergenthaler (SV Winnenden)      | 8:46,78    |
| 5     | Brian Weisheit (LSC Höchstadt/Aisch)  | 8:48,35    |
| 6     | Fabian Clarkson (SCC Berlin)          | 8:50,43    |
| 7     | Niklas Buchholz (LSC Höchstadt/Aisch) | 8:50,73    |
| 8     | Nick Jäger (TSV Penzberg)             | 8:51,52    |

Datum: 26. Juni

### 4 × 100 m Staffel
| Platz | Verein, Besetzung                                                                           | Zeit (s) |
| ----- | ------------------------------------------------------------------------------------------- | -------- |
| 1     | TV Wattenscheid 01 (Philipp Trutenat, Kevin Ugo, Maurice Huke, Robin Erewa)                 | 39,60    |
| 2     | MTG Mannheim (Timo Lange, Patrick Domogala, Jonas Kriesamer, Robin Ganter)                  | 39,79    |
| 3     | LG Brillux Münster (Markus Greufe, Jakob Bruns, Kai Sparenberg, Luka Herden)                | 39,85    |
| 4     | TSV Bayer 04 Leverkusen (Eddie Reddemann, Sven Bulik, Jonas Klein, Tim Eikermann)           | 40,21    |
| 5     | LT DSHS Köln (Philip Blümel, Felix Thurn, Björn Rasmus Pröve, Robert Polkowski)             | 41,07    |
| 6     | LG Region Karlsruhe (Niclas Schmid, Marvin Hock, Julian Bowe, Heiko Gussmann)               | 41,16    |
| 7     | LG Stadtwerke München (Samuel Werdecker, Yannick Wolf, Vincente Graiani, Paul Walschburger) | 41,19    |
| 8     | SCC Berlin (Niccolo May, C. Djalko, Jasper Lock, Lukas Krappe)                              | 41,25    |

Datum: 26. Juni
Die Reihenfolge dieser Staffel wurde aus zwei Zeitendläufen ermittelt. 

### 4 × 400 m Staffel
| Platz | Verein, Besetzung                                                                      | Zeit (min) |
| ----- | -------------------------------------------------------------------------------------- | ---------- |
| 1     | LG Olympia Dortmund (Jonas Breitkopf, Henrik Krause, Lorenz Niedrig, Manuel Sanders)   | 3:12,10    |
| 2     | VfL Sindelfingen (Julian Reese, Maximilian Dillitzer, Aleksandar Gacic, Yannic Krings) | 3:15,29    |
| 3     | LG Nord Berlin (Alexander Hanke, Marc Koch, Micha Heidenreich, Johannes Wuthe)         | 3:15,98    |
| 4     | TSV Gräfelfing (Michael Adolf, Michael Schäfer, Toni Pscherer, Arne Leppelsack)        | 3:17,25    |

Datum: 29. Mai
fand in Mainz im Rahmen der Deutschen Meisterschaften für Langstaffeln statt
nur vier Teilnehmerstaffeln

### 3 × 1000 m Staffel
| Platz | Verein, Besetzung                                                           | Zeit (min) |
| ----- | --------------------------------------------------------------------------- | ---------- |
| 1     | SSC Hanau-Rodenbach (Julius Martiny, Marius Abele, Lukas Abele)             | 7:18,65    |
| 2     | Athletics Team Karben (Niklas Harsy, Jonathan Schmidt, Marc Tortell)        | 7:18,76    |
| 3     | SC DHfK Leipzig (Conrad Kieselberger, Artur Beimler, Hannes Braunstein)     | 7:19,14    |
| 4     | StG Heilbronn-Weinstadt-Winnen (Tom Heyer, Luis Schaich, Jens Mergenthaler) | 7:19,67    |
| 5     | LG Region Karlsruhe (Alexander Kessler, Christoph Kessler, Collin Haug)     | 7:23,71    |
| 6     | LG Braunschweig (Sebastian Hendel, Viktor Kuk, Max Dieterich)               | 7:24,61    |
| 7     | Berlin Track Club (Fabian Kobel, Florens von der Decken, Dennis Gerhard)    | 7:29,43    |
| 8     | SCC Berlin (Tobias Singer, Robin Schilff, Laurids Koster)                   | 7:30,68    |

Datum: 29. Mai
fand in Mainz im Rahmen der Deutschen Meisterschaften für Langstaffeln statt
Der Wettbewerb wurde in zwei Zeitendläufen entschieden, deren Resultate zu einem Gesamtergebnis zusammengefasst wurden.

### 10.000 Meter Bahngehen
| Platz | Athlet, Verein                 | Zeit (min) |
| ----- | ------------------------------ | ---------- |
| 1     | Hagen Pohle (SC Potsdam)       | 39:29,93   |
| 2     | Andreas Janker (LG Röthenbach) | 46:34,87   |
| 3     | Abu El Wafa Jassam (SV Halle)  | 46:56,32   |

Datum: 10. September
fand in Neukieritzsch statt
nur drei Teilnehmer

### 20 km Straßengehen
| Platz | Athlet, Verein                             | Zeit (h) |
| ----- | ------------------------------------------ | -------- |
| 1     | Nils Brembach (SC Potsdam)                 | 1:23:38  |
| 2     | Hagen Pohle (SC Potsdam)                   | 1:24:17  |
| 3     | Pascal Artus (Eintracht Frankfurt)         | 1:45:02  |
| 4     | Francesco-Marco Tommasino (LG Nord Berlin) | 1:46:37  |
| 5     | Malte Strunk (Alemannia Aachen)            | 1:46:38  |
| 6     | Steffen Meyer (SV Breitenbrunn)            | 1:54:08  |
| 7     | Denis Franke (TV Bühlertal)                | 1:55:49  |
| 8     | Patrick Seck (Polizei SV Berlin)           | 1:58:58  |

Datum: 30. April
fand in Frankfurt am Main statt

### 20 km Straßengehen, Mannschaftswertung
| Platz | Verein, Besetzung                                                           | Zeit (h) |
| ----- | --------------------------------------------------------------------------- | -------- |
| 1     | Polizei SV Berlin I (Patrick Seck, Stefan Lehmann, Günter Evertz)           | 6:33:50  |
| 2     | Polizei SV Berlin II (Bernd Ocker Hölters, Ralf Janotte, Wolf-Dieter Giese) | 7:12:27  |

Datum: 30. April
fand in Frankfurt am Main statt
nur zwei Teams in der Wertung

### 35 km Straßengehen
| Platz | Athlet, Verein                         | Zeit (h)   |
| ----- | -------------------------------------- | ---------- |
| 1     | Christopher Linke (SC Potsdam)         | 2:29:56 CR |
| 2     | Carl Dohmann (SCL Heel Baden-Baden)    | 2:30:58000 |
| 3     | Karl Junghannß (LC Top Team Thüringen) | 2:31:36000 |
| 4     | Jonathan Hilbert (LG Ohra Energie)     | 2:34:36000 |
| 5     | Johannes Frenzl (SC Potsdam)           | 2:41:20000 |

Datum: 30. April
fand in Frankfurt am Main statt
nur fünf Teilnehmer am Start

### Hochsprung
| Platz | Athlet, Verein                              | Höhe (m) |
| ----- | ------------------------------------------- | -------- |
| 1     | Tobias Potye (LG Stadtwerke München)        | 2,30     |
| 1     | Mateusz Przybylko (TSV Bayer 04 Leverkusen) | 2,30     |
| 3     | Jonas Wagner (Dresdner SC)                  | 2,24     |
| 4     | Chima Ihenetu (LG Nord Berlin)              | 2,13     |
| 5     | Philipp Heckmann (Eintracht Frankfurt)      | 2,09     |
| 6     | Bastian Rudolf (Dresdner SC)                | 2,09     |
| 7     | Finn Heimberg (Aachener TG)                 | 2,05     |
| 8     | Louis Robertz (TV Wattenscheid 01)          | 2,05     |

Datum: 26. Juni

### Stabhochsprung
| Platz | Athlet, Verein                                 | Höhe (m) |
| ----- | ---------------------------------------------- | -------- |
| 1     | Bo Kanda Lita Baehre (TSV Bayer 04 Leverkusen) | 5,90     |
| 2     | Oleg Zernikel (ASV Landau)                     | 5,70     |
| 3     | Torben Blech (TSV Bayer 04 Leverkusen)         | 5,70     |
| 4     | Gillian Ladwig (Schweriner SC)                 | 5,70     |
| 5     | Louis Pröbstle (TSV Gräfelfing)                | 5,30     |
| 6     | Lamin Kruball (ASV Landau)                     | 5,20     |
| 7     | Sean Roth (TSV Bayer 04 Leverkusen)            | 5,20     |
| 8     | Till Marburger (LG Olympia Dortmund)           | 5,20     |
| 8     | Marec Metzger (VfL Sindelfingen)               | 5,20     |

Datum: 25. Juni

### Weitsprung
| Platz | Athlet, Verein                               | Weite (m) |
| ----- | -------------------------------------------- | --------- |
| 1     | Fabian Heinle (VfB Stuttgart)                | 7,81      |
| 2     | Oliver Koletzko (Wiesbadener LV)             | 7,57      |
| 3     | Maximilian Entholzner (LAC Passau)           | 7,52      |
| 4     | Samuel Claudy (LAV Bayer Uerdingen/Dormagen) | 7,44      |
| 5     | Nick Schmahl (Hamburger SV)                  | 7,29      |
| 6     | Simon Batz (LG Landkreis Kelheim)            | 7,28      |
| 7     | Kevin Brucha (Leichtathletik Club Jena)      | 7,21      |
| 8     | Kai Kazmirek (LG Rhein-Wied)                 | 7,18      |

Datum: 26. Juni

### Dreisprung
| Platz | Athlet, Verein                                       | Weite (m) |
| ----- | ---------------------------------------------------- | --------- |
| 1     | Max Heß (LAC Erdgas Chemnitz)                        | 16,20     |
| 2     | Paul Waschburger (LG Stadtwerke München)             | 15,53     |
| 3     | Felix Mairhofer (MTG Mannheim)                       | 15,52     |
| 4     | Pascal Boden (Dresdner SC)                           | 15,42     |
| 5     | Christoph Garritsen (TSV Bayer 04 Leverkusen)        | 15,28     |
| 6     | Benedikt von Hardenberg (LG Telis Finanz Regensburg) | 14,73     |
| 7     | Joel Kuluki (LBV Phönix Lübeck)                      | 14,54     |
| 8     | Nicklas Sammet (MTG Mannheim)                        | 14,53     |

Datum: 25. Juni

### Kugelstoßen
| Platz | Athlet, Verein                           | Weite (m) |
| ----- | ---------------------------------------- | --------- |
| 1     | David Storl (SC DHfK Leipzig)            | 20,32     |
| 2     | Simon Bayer (VfL Sindelfingen)           | 19,94     |
| 3     | Dennis Lukas (SSV Gymnasium Heinzenwies) | 19,39     |
| 4     | Silas Ristl (LG Rhein-Wied)              | 19,38     |
| 5     | Leon Schwöbel (MTG Mannheim)             | 19,16     |
| 6     | Cedric Trinemeier (LC Rehlingen)         | 18,91     |
| 7     | Valentin Moll (VfL Sindelfingen)         | 18,75     |
| 8     | Tizian Lauria (TSV Bayer 04 Leverkusen)  | 18,54     |

Datum: 24. Juni

### Diskuswurf
| Platz | Athlet, Verein                    | Weite (m) |
| ----- | --------------------------------- | --------- |
| 1     | Martin Wierig (SC Magdeburg)      | 64,25     |
| 2     | Henrik Janssen (SC Magdeburg)     | 62,88     |
| 3     | Torben Brandt (SCC Berlin)        | 59,92     |
| 4     | Christoph Harting (SCC Berlin)    | 59,91     |
| 5     | Steven Richter (LV 90 Erzgebirge) | 59,83     |
| 6     | David Wrobel (VfB Stuttgart)      | 59,32     |
| 7     | Matteo Maulana (LV 90 Erzgebirge) | 58,13     |
| 8     | Magnus Zimmermann (SV Halle)      | 56,37     |

Datum: 26. Juni

### Hammerwurf
| Platz | Athlet, Verein                               | Weite (m) |
| ----- | -------------------------------------------- | --------- |
| 1     | Merlin Hummel (UAC Kulmbach)                 | 72,51     |
| 2     | Tristan Schwandke (TV Hindelang)             | 72,44     |
| 3     | Sören Klose (Eintracht Frankfurt)            | 67,39     |
| 4     | Fabio Hessling (SV GO! Saar 05)              | 67,06     |
| 5     | Christoph Glixner (Eintracht Frankfurt)      | 64,09     |
| 6     | Konstantin Steinfurth (LG Eppstein-Kelkheim) | 63,80     |
| 7     | Michael Burger (SV Thurn u,Taxis Dischingen) | 63,14     |
| 8     | Torben Schaper (VfL Eintracht Hannover)      | 62,13     |

Datum: 26. Juni

### Speerwurf
| Platz | Athlet, Verein                          | Weite (m) |
| ----- | --------------------------------------- | --------- |
| 1     | Julian Weber (USC Mainz)                | 86,61     |
| 2     | Maurice Voigt (LG Ohra Energie)         | 77,35     |
| 3     | Andreas Hofmann (MTG Mannheim)          | 76,33     |
| 4     | Nico Rensmann (TSV Bayer 04 Leverkusen) | 72,63     |
| 5     | Thomas Röhler (LC Jena)                 | 71,81     |
| 6     | Eric Frank (1. LAV Rostock)             | 71,09     |
| 7     | Linus Limmer (LG Stadtwerke München)    | 70,63     |
| 8     | Tom Meier (LC Jena)                     | 70,14     |

Datum: 25. Juni

### Zehnkampf
| Platz | Athlet, Verein                              | Punkte |
| ----- | ------------------------------------------- | ------ |
| 1     | Manuel Eitel (SSV Ulm 1846)                 | 8189   |
| 2     | Nils Laserich (TSV Bayer 04 Leverkusen)     | 7800   |
| 3     | Nico Beckers (LAV Bayer Uerdingen/Dormagen) | 7759   |
| 4     | Pascal Zimmer (TuS Bornheim)                | 6586   |
| 5     | Christoph Ewinger (LG Steinlach-Zollern)    | 6566   |
| 6     | Marvin Gregor (LG Kreis Gütersloh)          | 6533   |
| 7     | Markus Bresser (Korschenbroicher LA-Club)   | 6472   |
| 8     | Dominik Petzold (SSV Ulm 1846)              | 6402   |

Datum: 27./28. August

fand in Filderstadt-Bernhausen statt

### Crosslauf(Mittelstrecke) –4,12 km
| Platz | Athlet, Verein                           | Zeit (min) |
| ----- | ---------------------------------------- | ---------- |
| 1     | Jens Mergenthaler (SV Winnenden)         | 12:39      |
| 2     | Marius Probst (TV Wattenscheid 01)       | 12:50      |
| 3     | Maximilian Pingpank (Hannover Athletics) | 12:57      |
| 4     | Hiob Gebisso (LG Stadtwerke München)     | 13:03      |
| 5     | Niklas Buchholz (LSC Höchstadt/Aisch)    | 13:07      |
| 6     | Dan Bürger (LG Nord Berlin)              | 13:09      |
| 7     | Alexander Bley (LG Nord Berlin)          | 13:12      |
| 8     | Timo Küpper (LC Euskirchen)              | 13:19      |

Datum: 26. November
fand in Löningen statt

### Crosslauf(Mittelstrecke) –4,12 km– Mannschaftswertung
| Platz | Verein, Besetzung                                                            | Punkte |
| ----- | ---------------------------------------------------------------------------- | ------ |
| 1     | LG Nord Berlin (Dan Bürger, Alexander Bley, Michael Alber)                   | 28     |
| 2     | Hamburg Running (Gerrit Kröger, Tobias Middendorf, Max Schröter)             | 72     |
| 3     | LSC Höchstadt/Aisch (Niklas Buchholz, Theodor Schell, Alexander Bier)        | 81     |
| 4     | LG Brillux Münster (Justin Lukas, Jari Bender, Jens Kassebeer)               | 84     |
| 5     | TV Wattenscheid 01 (Marius Probst, Peer Niklas Preilowski, Maurice Thiemann) | 92     |
| 6     | Milers Colonia (Lucas Worth, Yannick Schwarz, Jens Sudmeier)                 | 94     |
| 7     | LAC Olympia Berlin (Felix Hüttig, Paul Wallstab, Paul Fengler)               | 99     |
| 8     | LG farbtex Nordschwarzwald (Henri Hansert, Fabian Müller, Axel Klumpp)       | 104    |

Datum: 26. November
fand in Löningen statt

### Crosslauf(Langstrecke) –9,80 km
| Platz | Athlet, Verein                               | Zeit (min) |
| ----- | -------------------------------------------- | ---------- |
| 1     | Samuel Fitwi Sibhatu (LG Vulkaneifel)        | 29:28      |
| 2     | Filimon Abraham (LG Telis Finanz Regensburg) | 29:29      |
| 3     | Davor Aaron Bienenfeld (SSC Hanau-Rodenbach) | 29:48      |
| 4     | Sam Parsons (Eintracht Frankfurt)            | 30:08      |
| 5     | Patrick Karl (TV Ochsenfurt)                 | 30:11      |
| 6     | Maximilian Thorwirth (SFD 75 Düsseldorf-Süd) | 30:11      |
| 7     | Nick Jäger (TSV Penzberg)                    | 30:36      |
| 8     | Mohamed Mohumed (LG Olympia Dortmund)        | 30:46      |

Datum: 26. November
fand in Löningen statt

### Crosslauf(Langstrecke) –9,80 km– Mannschaftswertung
| Platz | Verein, Besetzung                                                               | Punkte |
| ----- | ------------------------------------------------------------------------------- | ------ |
| 1     | LG Telis Finanz Regensburg (Filimon Abraham, Konstantin Wedel, Maximilian Zeus) | 36     |
| 2     | TSV Bayer 04 Leverkusen (Jonathan Dahlke, Julien Jeandrée, Till Grommisch)      | 46     |
| 3     | SSC Hanau-Rodenbach (Davor Aaron Bienenfeld, Lukas Abele, Philipp Stuckhardt)   | 61     |
| 4     | ASC 1990 Breidenbach (Kilian Schreiner, Lorenz Rau, Alexander Hirschhäuser)     | 70     |
| 5     | TSV Penzberg (Nick Jäger, Lucas Herbeck, Markus Brennauer)                      | 89     |
| 6     | LT Haspa Marathon Hamburg (David Valentin, Benjamin Franke, Jannik Schütt)      | 122    |
| 7     | Hamburg Running (Finn Schümann, Alexander Falkenhain, Andreas Grieß)            | 137    |

Datum: 26. November
fand in Löningen statt
nur sieben Teams in der Wertung

### Berglauf–8,4 km / 1190 Höhenmeter
| Platz | Athlet, Verein                               | Zeit (min) |
| ----- | -------------------------------------------- | ---------- |
| 1     | Julius Ott (TSG 1862 Weinheim)               | 47:24      |
| 2     | Lukas Ehrle (LG Brandenkopf)                 | 47:42      |
| 2     | Benedikt Hoffmann (TSG 1845 Heilbronn)       | 47:42      |
| 4     | Maximilian Zeus (LG Telis Finanz Regensburg) | 49:24      |
| 5     | David Sambale (TV Immenstadt)                | 50:24      |
| 6     | Jan Peterzelt (Dresdner SC)                  | 50:55      |
| 7     | Philipp Stuckhardt (SSC Hanau-Rodenbach)     | 51:10      |
| 8     | Bruno Schumi (PTSV Rosenheim)                | 51:27      |

Datum: 2. Oktober
fand in Schönau am Königssee im Rahmen des Jenner-Berglaufs statt

### Berglauf–8,4 km / 1190 Höhenmeter, Mannschaftswertung
| Platz | Verein, Besetzung                                                          | Zeit (h) |
| ----- | -------------------------------------------------------------------------- | -------- |
| 1     | SSC Hanau-Rodenbach I (Philipp Stuckhardt, Marius Abele, Tristan Kaufhold) | 2:39:01  |
| 2     | PTSV Rosenheim I (Bruno Schumi, Maximilian von Lippe, Michael Eder)        | 2:39:42  |
| 3     | TSG 1845 Heilbronn (Benedikt Hoffmann, Andreas Honecker, Markus Häcker)    | 2:46:11  |
| 4     | SC Ainring (Felix Gramelsberger, Stephan Tassani-Prell, Moritz Freyer)     | 2:53:20  |
| 5     | TuS Bad Aibling (Maximilian Berger, Anian Rottmüller, Laurin Posselt)      | 2:53:47  |
| 6     | LG Allgäu (Alexander Hirschberg, Franz Schweiger, Wolfgang Wäger)          | 2:54:48  |
| 7     | SSC Hanau-Rodenbach II (Lukas Abele, Noah Blandamura, Fynn Becker)         | 2:55:21  |
| 8     | PTSV Rosenheim II (Florian Spötzl, Winfried Huber, Benedikt Puff)          | 3:02:21  |

Datum: 2. Oktober
fand in Schönau am Königssee im Rahmen des Jenner-Berglaufs statt

### 6-Stunden-Lauf(DUV)
| Platz | Athlet, Verein                               | Strecke (km) |
| ----- | -------------------------------------------- | ------------ |
| 1     | Christian Jakob (LC Auensee Leipzig)         | 75,151       |
| 2     | Marco Scheibe                                | 73,786       |
| 3     | Fabian Deibl (LG Ultralauf)                  | 70,612       |
| 4     | Ferenc Zsoldos (PSV Grün-Weiß Kassel)        | 69,162       |
| 5     | Matthias Betzler (SpVgg. Höhenkirchen)       | 68,705       |
| 6     | Alexander Funk                               | 68,054       |
| 7     | Lothar Esser (Spiridon Frankfurt)            | 65,859       |
| 8     | Jannik Hartwig (Turbo-Schnecken Lüdenscheid) | 65,383       |

Datum: 22. Mai
fand in Herne im Rahmen des 6 Stundenlaufs statt

### 6-Stunden-Lauf(DUV), Mannschaftswertung
| Platz | Verein, Besetzung                                                         | Strecke (km) |
| ----- | ------------------------------------------------------------------------- | ------------ |
| 1     | LG Ultralauf I (Fabian Deibl, Walter Hösch, Michael Bohm)                 | 192,036      |
| 2     | LSG Karlsruhe (Irwan Harianto, Andreas Mössinger, Gerhard Kappes)         | 150,350      |
| 3     | Adler-Langlauf Bottrop (René Schaffrynski, Martin Hinzer, Achim Hartmann) | 140,830      |
| 4     | SuS Oberaden (Markus Marszalek, Jürgen Graeber, Dirk Wittkowski)          | 138,991      |
| 5     | LG Ultralauf II (Michael Petry, Klaus Haake, Frank Konkel)                | 126,611      |

Datum: 22. Mai
fand in Herne im Rahmen des 6 Stundenlaufs statt
nur fünf Teams in der Wertung

### Ultratrail(DUV), 82km / 3680Höhenmeter (aufwärts) / 3730Höhenmeter (abwärts)
| Platz | Athlet, Verein                           | Zeit (h) |
| ----- | ---------------------------------------- | -------- |
| 1     | Markus Mingo (TV Bad Kötzting)           | 08:34:37 |
| 2     | Matthias Reichart (TSV Penzberg)         | 09:08:18 |
| 3     | Markus Brennauer (TSV Penzberg)          | 09:23:33 |
| 4     | Martin Schedler (LG Saar 70 / Ottweiler) | 10:17:46 |
| 5     | Thomas Miksch (LG Allgäu)                | 10:43:39 |
| 6     | Michael Sommer (EK Schwaikheim)          | 10:51:15 |
| 7     | Sven Brehm (TSV Hildrizhausen)           | 11:05:17 |
| 8     | Stephan Weißner (DT Ronsdorf 1860)       | 11:11:37 |

Datum: 16. Juli
fand in Grainau im Rahmen des Zugspitz Ultratrails statt

### Ultratrail(DUV), Mannschaftswertung
| Platz | Verein, Besetzung                                            | Zeit (h) |
| ----- | ------------------------------------------------------------ | -------- |
| 1     | LG Allgäu (Thomas Miksch, Gerald Blumrich, Andreas Brittain) | 36:40:22 |

Datum: 16. Juli
fand in Grainau im Rahmen des Zugspitz Ultratrails statt
nur eine Mannschaft am Start

### 24-Stunden-Lauf(DUV)
| Platz | Athlet, Verein                            | Strecke (km) |
| ----- | ----------------------------------------- | ------------ |
| 1     | Florian Reus (Laufgemeinschaft Würzburg)  | 253,849      |
| 2     | Michael Ohler (TSV 1886 Kandel)           | 253,732      |
| 3     | Marko Gränitz (Laufgemeinschaft Würzburg) | 243,938      |
| 4     | Martin Armenat (Die Laufpartner)          | 242,213      |
| 5     | Manuel Tuna (LG Kindelsberg)              | 210,366      |
| 6     | Florian Kaltenbach (Spiridon Frankfurt)   | 210,304      |
| 7     | Manfred Schott (LuT Aschaffenburg)        | 208,441      |
| 8     | Ruben Welsch (LC DIABÜ Eschenburg)        | 207,710      |

Datum: 14./15. Mai
fand in Bottrop im Rahmen des Bottroper Ultralauf Festivals (BUF) statt

### 24-Stunden-Lauf(DUV), Mannschaftswertung
| Platz | Verein, Besetzung                                                                        | Strecke (km) |
| ----- | ---------------------------------------------------------------------------------------- | ------------ |
| 1     | Laufgemeinschaft Würzburg (Georg Braungart, Marko Gränitz, Florian Reus)                 | 625,559      |
| 2     | LG Ultralauf I (Adam Hetmanski, Willi Klesen, Florian Gossenauer)                        | 598,961      |
| 3     | LG Nord Berlin Ultrateam (Dirk Kiwus, Benjamin Brade, Gaston Prüfer)                     | 582,202      |
| 4     | Die Laufpartner (Matthias Franke, Matthias Weiser, Martin Armenat)                       | 548,423      |
| 5     | Spiridon Frankfurt (Harald Lange, Florian Kaltenbach, Lothar Esser)                      | 547,446      |
| 6     | LG Ultralauf II (Andreas Häußler, Klaus Haake, Dirk Minnebusch)                          | 537,288      |
| 7     | LuT Aschaffenburg (Danny Sternkopf, Manfred Schott, Jörg Fleckenstein)                   | 522,343      |
| 8     | sportTREND Ultralaufteam Braunschweig (Torben Bernhardt, Andre Somplatzki, Marcel Leuze) | 509,710      |

Datum: 14./15. Mai
fand in Bottrop im Rahmen des Bottroper Ultralauf Festivals (BUF) statt

## Meisterschaftsresultate Frauen

### 100 m
| Platz | Athletin, Verein                   | Zeit (s) |
| ----- | ---------------------------------- | -------- |
| 1     | Gina Lückenkemper (SCC Berlin)     | 10,99    |
| 2     | Rebekka Haase (Sprintteam Wetzlar) | 11,20    |
| 3     | Yasmin Kwadwo (LC Paderborn)       | 11,44    |
| 4     | Keshia Kwadwo (LC Paderborn)       | 11,44    |
| 5     | Lisa Nippgen (MTG Mannheim)        | 11,46    |
| 6     | Sina Mayer (LAZ Zweibrücken)       | 11,49    |
| 7     | Talea Prepens (TV Cloppenburg)     | 11,50    |
| DNS   | Tatjana Pinto (TV Wattenscheid 01) |          |

Datum: 25. Juni
Wind: +0,8 m/s

### 200 m
| Platz | Athletin, Verein                       | Zeit (s) |
| ----- | -------------------------------------- | -------- |
| 1     | Rebekka Haase (Sprintteam Wetzlar)     | 23,02    |
| 2     | Jessica-Bianca Wessolly (MTG Mannheim) | 23,22    |
| 3     | Talea Prepens (TV Cloppenburg)         | 23,36    |
| 4     | Marina Scherzl (LG Stadtwerke München) | 23,65    |
| 5     | Tina Benzinger (LG Stadtwerke München) | 23,70    |
| 6     | Nele Jaworski (VfL Wolfsburg)          | 23,89    |
| 7     | Louise Wieland (Hamburger SV)          | 24,04    |
| 8     | Skadi Schier (SC Potsdam)              | 24,18    |

Datum: 26. Juni
Wind: +0,8 m/s

### 400 m
| Platz | Athletin, Verein                           | Zeit (s) |
| ----- | ------------------------------------------ | -------- |
| 1     | Corinna Schwab (LAC Erdgas Chemnitz)       | 51,61    |
| 2     | Judith Franzen (TSV Bayer 04 Leverkusen)   | 52,27    |
| 3     | Alica Schmidt (SCC Berlin)                 | 52,42    |
| 4     | Elisa Lechleitner (LAZ Ludwigsburg)        | 52,53    |
| 5     | Annkathrin Hoven (TSV Bayer 04 Leverkusen) | 52,64    |
| 6     | Luna Thiel (VfL Eintracht Hannover)        | 52,80    |
| 7     | Karolina Pahlitzsch (LG Nord Berlin)       | 53,54    |
| 8     | Irina Gorr (TSV Schwabmünchen)             | 54,22    |

Datum: 26. Juni

### 800 m
| Platz | Athletin, Verein                           | Zeit (min) |
| ----- | ------------------------------------------ | ---------- |
| 1     | Christina Hering (LG Stadtwerke München)   | 2:00,73    |
| 2     | Majtie Kolberg (LG Kreis Ahrweiler)        | 2:01,21    |
| 3     | Lucia Sturm (TSV Moselfeuer Lehmen)        | 2:02,59    |
| 4     | Verena Meisl (LG Olympia Dortmund)         | 2:05,17    |
| 5     | Alina Ammann (TuS Esingen)                 | 2:05,42    |
| 6     | Sophia Volkmer (TV Wetzlar)                | 2:06,21    |
| 7     | Laura Wilhelm (LAV Stadtwerke Tübingen)    | 2:07,83    |
| 8     | Tanja Spill (LAV Bayer Uerdingen/Dormagen) | 2:10,14    |

Datum: 26. Juni

### 1500 m
| Platz | Athletin, Verein                        | Zeit (min) |
| ----- | --------------------------------------- | ---------- |
| 1     | Hanna Klein (LAV Stadtwerke Tübingen)   | 4:22,13    |
| 2     | Katharina Trost (LG Stadtwerke München) | 4:22,83    |
| 3     | Vera Coutellier (ASV Köln)              | 4:23,76    |
| 4     | Caterina Granz (LG Nord Berlin)         | 4:25,18    |
| 5     | Nele Weßel (Eintracht Frankfurt)        | 4:26,55    |
| 6     | Fabiane Meyer (TV Westfalia Epe)        | 4:26,62    |
| 7     | Rahel Brömmel (LG Olympia Dortmund)     | 4:26,92    |
| 8     | Leandra Lorenz (RSV Eintracht Berlin)   | 4:27,37    |

Datum: 26. Juni

### 5000 m
| Platz | Athletin, Verein                              | Zeit (min) |
| ----- | --------------------------------------------- | ---------- |
| 1     | Alina Reh (SCC Berlin)                        | 15:21,11   |
| 2     | Sara Benfares (LC Rehlingen)                  | 15:22,56   |
| 3     | Svenja Pingpank (Hannover Athletics)          | 16:08,11   |
| 4     | Selma Benfares (LC Rehlingen)                 | 16:17,13   |
| 5     | Lisa Oed (Königsteiner LV)                    | 16:19,16   |
| 6     | Tabea Themann (Turnerbund Hamburg-Eilbeck)    | 16:20,01   |
| 7     | Julia Kümpers (Leichtathletikclub Kronshagen) | 16:22,26   |
| 8     | Thea Heim (LG Telis Finanz Regensburg)        | 16:24,68   |

Datum: 26. Juni

### 10.000 m
| Platz | Athletin, Verein                              | Zeit (min) |
| ----- | --------------------------------------------- | ---------- |
| 1     | Alina Reh (SCC Berlin)                        | 32:06,63   |
| 2     | Katharina Steinruck (Eintracht Frankfurt)     | 32:26,28   |
| 3     | Eva Dieterich (Laufteam Kassel)               | 32:40,11   |
| 4     | Domenika Mayer (LG Telis Finanz Regensburg)   | 32:43,82   |
| 5     | Maria Kerres (LG Telis Finanz Regensburg)     | 32:58,65   |
| 6     | Svenja Pingpank (Hannover Athletics)          | 33:08,72   |
| 7     | Deborah Schöneborn (SC Charlottenburg Berlin) | 33:14,32   |
| 8     | Lisa Oed (Königsteiner LV)                    | 33:30,88   |

Datum: 7. Mai
fand in Pliezhausen statt

### 10-km-Straßenlauf
| Platz | Athletin, Verein                           | Zeit (min) |
| ----- | ------------------------------------------ | ---------- |
| 1     | Eva Dieterich (Laufteam Kassel)            | 32:29      |
| 1     | Sara Benfares (LC Rehlingen)               | 32:29      |
| 3     | Blanka Dörfel (SCC Berlin)                 | 33:29      |
| 4     | Natascha Mommers (TSG 1863 Herdecke)       | 33:35      |
| 5     | Elena Burkard (LG farbtex Nordschwarzwald) | 33:43      |
| 6     | Tanja Neubert (LAC Quelle Fürth)           | 34:08      |
| 7     | Johanna Pulte (SG Wenden)                  | 34:19      |
| 8     | Kiara Nahen (LC Paderborn)                 | 34:22      |

Datum: 18. September
fand in Saarbrücken statt

### 10-km-Straßenlauf, Mannschaftswertung
| Platz | Verein, Besetzung                                                                  | Zeit (h) |
| ----- | ---------------------------------------------------------------------------------- | -------- |
| 1     | LC Rehlingen (Sara Benfares, Selma Benfares, Sofia Benfares)                       | 1:42:00  |
| 2     | SCC Berlin (Blanka Dörfel, Christina Gerdes, Inken Siebert)                        | 1:43:58  |
| 3     | LG Telis Finanz Regensburg (Franziska Drexler, Hanna Bruckmayer, Svenja Ojstersek) | 1:44:55  |
| 4     | Leichtathletikclub Kronshagen (Julia Kümpers, Nicole Adler, Svea Timm)             | 1:45:52  |
| 5     | LG Region Karlsruhe (Lisa Merkel, Celine Kistner, Adeline Haisch)                  | 1:47:37  |
| 6     | SG Wenden (Johanna Pulte, Judith Hacker, Christl Dörschel)                         | 1:49:21  |
| 7     | TSG 1845 Heilbronn (Isabel Leibfried, Marie Kraft, Bettina Englisch)               | 1:49:33  |
| 8     | VfL Sindelfingen (Mia Jurenka, Kim Bödi, Marie Weller)                             | 1:50:04  |

Datum: 18. September
fand in Saarbrücken statt

### Halbmarathon
| Platz | Athletin, Verein                        | Zeit (h) |
| ----- | --------------------------------------- | -------- |
| 1     | Laura Hottenrott (PSV Grün-Weiß Kassel) | 1:12:35  |
| 2     | Blanka Dörfel (SCC Berlin)              | 1:13:03  |
| 3     | Natascha Mommers (TSV 1863 Herdecke)    | 1:13:34  |
| 4     | Thea Heim (LG Telis Finanz Regensburg)  | 1:13:58  |
| 5     | Lisa Fuchs (LG Passau)                  | 1:15:11  |
| 6     | Julia Kümpers (LC Kronshagen)           | 1:15:32  |
| 7     | Christina Gerdes (SCC Berlin)           | 1:16:03  |
| 8     | Mia Jurenka (VfL Sindelfingen)          | 1:16:43  |

Datum: 25. September
fand in Ulm im Rahmen des Einstein-Marathons statt

### Halbmarathon, Mannschaftswertung
| Platz | Verein, Besetzung                                                      | Zeit (h) |
| ----- | ---------------------------------------------------------------------- | -------- |
| 1     | SCC Berlin (Blanka Dörfel, Christina Gerdes, Carla Morgenroth)         | 3:26:17  |
| 2     | LG Telis Finanz Regensburg (Thea Heim, Hanna Bruckmayer, Luisa Mlinzk) | 3:51:24  |
| 3     | LC Kronshagen (Julia Kümpers, Svea Timm, Nicole Adler)                 | 3:53:26  |
| 4     | LG Region Karlsruhe (Sophia Kaiser, Simone Müller, Sophia Heidecker)   | 4:15:46  |
| 5     | LG Sempt (Felicia Körner, Theresa Kratzer, Ivana Gancheva)             | 4:18:11  |
| 6     | LAZ Ludwigsburg (Sophia Salzwedel, Tatjana Hoffmann, Sandra Burkhardt) | 4:19:10  |
| 7     | SSV Ulm 1846 (Marie Sophie Stolte, Jasmin Stephan, Lena Humburger)     | 4:22:12  |
| 8     | LAV Stadtwerke Tübingen (Jule Vetter, Anja Karau, Kathrin Ripper)      | 4:24:29  |

Datum: 25. September
fand in Ulm im Rahmen des Einstein-Marathons statt

### Marathonlauf
| Platz | Athletin, Verein                                | Zeit (h) |
| ----- | ----------------------------------------------- | -------- |
| 1     | Domenika Mayer (LG Telis Finanz Regensburg)     | 2:26:50  |
| 2     | Rabea Schöneborn (SCC Berlin)                   | 2:27:35  |
| 3     | Sabine Burgdorf (ASV Köln)                      | 2:41:11  |
| 4     | Katja Fischer (SCC Berlin)                      | 2:42:39  |
| 5     | Verena Cerna (SV Tomerdingen)                   | 2:47:07  |
| 6     | Bettina Englisch (TSG 1845 Heilbronn)           | 2:48:33  |
| 7     | Florentine Beese (Hannover Athletics)           | 2:48:53  |
| 8     | Friederike Schoppe (LSG Goldener Grund Selters) | 2:49:14  |

Datum: 3. April
fand statt im Rahmen des Hannover-Marathons

### Marathonlauf, Mannschaftswertung
| Platz | Verein, Besetzung                                                            | Zeit (h) |
| ----- | ---------------------------------------------------------------------------- | -------- |
| 1     | SCC Berlin (Rabea Schöneborn, Katja Fischer, Annika Holland)                 | 8:27:49  |
| 2     | LSG Goldener Grund Selters (Friederike Schoppe, Yasemin Simon, Mara Fladung) | 9:09:19  |
| 3     | Spiridon Frankfurt (Tania Moser, Mona Winter, Anne Schuwirth-Weiße)          | 9:34:24  |
| 4     | LG Region Karlsruhe (Simone Müller, Caroline Grauer, Sophia Heidecker)       | 9:41:34  |

Datum: 3. April
fand statt im Rahmen des Hannover-Marathons
nur vier Teams in der Wertung

### 50-km-Straßenlauf(DUV)
| Platz | Athletin, Verein                       | Zeit (h) |
| ----- | -------------------------------------- | -------- |
| 1     | Katrin Ochs (LG Filder)                | 3:40:17  |
| 2     | Christiane Neidiger (Die Laufpartner)  | 3:41:11  |
| 3     | Anna Jansen (LG90 Ebersberg-Grafing)   | 3:42:21  |
| 4     | Malin Auraß (LG Nord Berlin Ultrateam) | 3:50:37  |
| 5     | Katrin Gottschalk (LG Ultralauf)       | 3:53:29  |
| 6     | Anne Stephan (Die Laufpartner)         | 3:56:56  |
| 7     | Nadine Emminghaus (Die Laufpartner)    | 4:12:07  |
| 8     | Ilse Storch (LC Tölzer Land)           | 4:18:51  |

Datum: 1. Mai
fand in Wolfenbüttel statt

### 50-km-Straßenlauf(DUV), Mannschaftswertung
| Platz | Verein, Besetzung                                                            | Zeit (h) |
| ----- | ---------------------------------------------------------------------------- | -------- |
| 1     | Die Laufpartner (Christiane Neidiger, Anne Stephan, Nadine Emminghaus)       | 11:50:05 |
| 2     | LG Ultralauf (Katrin Gottschalk, Claudia Lederer, Rita Nowottny-Hupka)       | 12:33:23 |
| 3     | LG Nord Berlin Ultrateam (Malin Auraß, Anke Schülke, Ullika Schulz)          | 13:30:48 |
| 4     | Laufclub BlueLiner (Ulrike Kyas, Tanja Elezovic, Brigitte Rodenbeck-Hellert) | 16:36:48 |

Datum: 1. Mai
fand in Wolfenbüttel statt
nur vier Teams in der Wertung

### 100-km-Straßenlauf(DUV)
| Platz | Athletin, Verein                           | Zeit (h) |
| ----- | ------------------------------------------ | -------- |
| 1     | Katrin Gottschalk (LG Ultralauf)           | 8:26:01  |
| 2     | Julia Jezek (Die Laufpartner)              | 8:28:30  |
| 3     | Pia Winkelblech (TSV Kandel)               | 8:37:40  |
| 4     | Anne Stephan (Die Laufpartner)             | 9:12:30  |
| 5     | Sigrid Hoffmann (LG Westerwald)            | 9:29:26  |
| 6     | Dagmar Deuber (LG Ultralauf)               | 10:32:44 |
| 7     | Katrin Grigalat (LG Nord Berlin Ultrateam) | 10:50:18 |
| 8     | Marieke Broeren (Die Laufpartner)          | 11:01:10 |

Datum: 9. April
fand in Ubstadt-Weiher statt

### 100-km-Straßenlauf(DUV), Mannschaftswertung
| Platz | Verein, Besetzung                                            | Zeit (h) |
| ----- | ------------------------------------------------------------ | -------- |
| 1     | Die Laufpartner (Julia Jezek, Anne Stephan, Marieke Broeren) | 28:42:10 |

Datum: 9. April

fand in Ubstadt-Weiher statt

nur ein Team in der Wertung

### 100 m Hürden
| Platz | Athletin, Verein                             | Zeit (s) |
| ----- | -------------------------------------------- | -------- |
| 1     | Marlene Meier (TSV Bayer 04 Leverkusen)      | 13,15    |
| 2     | Monika Zapalska (TV Wattenscheid 01)         | 13,21    |
| 3     | Franziska Schuster (TSV Bayer 04 Leverkusen) | 13,32    |
| 4     | Hawa Jalloh (Wiesbadener LV)                 | 13,32    |
| 5     | Isabel Mayer (LG Telis Finanz Regensburg)    | 13,33    |
| 6     | Lisa Maihöfer (SV GO! Saar 05)               | 13,48    |
| 7     | Gesa Tiede (USC Mainz)                       | 13,81    |
| 8     | Abigail Adjei (SV GO! Saar 05)               | 14,24    |

Datum: 25. Juni
Wind: −0,1 m/s

### 400 m Hürden
| Platz | Athletin, Verein                        | Zeit        |
| ----- | --------------------------------------- | ----------- |
| 1     | Carolina Krafzik (VfL Sindelfingen)     | 55,73 s     |
| 2     | Gisèle Wender (SV Preußen Berlin)       | 55,84 s     |
| 3     | Eileen Demes (TV 1861 Neu-Isenburg)     | 56,12 s     |
| 4     | Djamila Böhm (LC Rehlingen)             | 57,18 s     |
| 5     | Melanie Böhm (VfL Sindelfingen)         | 57,83 s     |
| 6     | Lara-Noelle Steinbrecher (SC Magdeburg) | 58,44 s     |
| 7     | Vivienne Morgenstern (Dresdner SC)      | 58,55 s     |
| 8     | Elena Kelety (LT DSHS Köln)             | 1:00,11 min |

Datum: 26. Juni

### 3000 m Hindernis
| Platz | Athletin, Verein                              | Zeit (min) |
| ----- | --------------------------------------------- | ---------- |
| 1     | Lea Meyer (ASV Köln)                          | 09:32,44   |
| 2     | Elena Burkard (LG farbtex Nordschwarzwald)    | 09:50,10   |
| 3     | Olivia Gürth (Diezer TSK Oranien)             | 09:55,95   |
| 4     | Amélie Svensson (LG Region Karlsruhe)         | 10:02,99   |
| 5     | Linda Wrede (TSV Bayer 04 Leverkusen)         | 10:04,92   |
| 6     | Kerstin Schulze Kalthoff (LG Brillux Münster) | 10:09,81   |
| 7     | Agnes Thurid Gers (SCC Berlin)                | 10:11,62   |
| 8     | Kim Bödi (VfL Sindelfingen)                   | 10:22,85   |

Datum: 25. Juni

### 4 × 100 m Staffel
| Platz | Verein, Besetzung                                                                                         | Zeit (s) |
| ----- | --- | -------- |
| 1     | LG Stadtwerke München (Viola John, Marina Scherzl, Tina Benzinger, Amelie-Sophie Lederer)                 | 44,16    |
| 2     | MTG Mannheim (Emilie Meier, Lisa Nippgen, Lorina Hertlein, Daniela Wenzel)                                | 45,06    |
| 3     | VfL Sindelfingen (Pia Ringhoffer, Carolina Krafzik, Lisa Sophie Hartmann, Jasmin Pansa)                   | 45,13    |
| 4     | TV Wattenscheid 01 (Sophie Bleibtreu, Monika Zapalska, Madleen Malecki, Johanna Bechthold)                | 45,31    |
| 5     | TSV Bayer 04 Leverkusen (Anna Jablonski, Marlene Meier, Amelie Dierke, Franziska Schuster)                | 45,31    |
| 6     | Eintracht Frankfurt (Malin Stavenow, Alisha Zwergel, Miriam Sinning, Anna-Maria Hofmann)                  | 45,80    |
| 7     | SV Werder Bremen (Tatjana Gerbrandt, Sandra Dinkeldein, Theresa Stein, S. Kittner)                        | 46,16    |
| 8     | StG VfL Eintracht Hannover/Oldenburg/Löningen (Charlotte Waldkirch, Jasmin Wulf, J. Jakob, Livia Fischer) | 47,05    |

Datum: 26. Juni
Die Reihenfolge dieser Staffel wurde aus vier Zeitendläufen ermittelt.

### 4 × 400 m Staffel
| Platz | Verein, Besetzung                                                                       | Zeit (min) |
| ----- | --------------------------------------------------------------------------------------- | ---------- |
| 1     | VfL Sindelfingen (Melanie Böhm, Carolina Krafzik, Pia Ringhoffer, Lisa Sophie Hartmann) | 3:39,74    |
| 2     | LG Nord Berlin (Emelie Wolff, Karolina Pahlitzsch, Charlotte Wolff, Katharina Hanke)    | 3:43,93    |
| 3     | LT DSHS Köln (Lena Naumann, Karen Rückert, Anne-Catherine Wasser, Elena Kelety)         | 3:45,08    |
| 4     | LG Würm Athletik (Michelle Marnau, Elisa Dangl, Franziska Hekele, Karin Dobiasch)       | 3:55,03    |

Datum: 29. Mai
fand in Mainz im Rahmen der Deutschen Meisterschaften für Langstaffeln statt
nur vier Teilnehmerstaffeln

### 3 × 800 m Staffel
| Platz | Verein, Besetzung                                                                              | Zeit (min) |
| ----- | ---------------------------------------------------------------------------------------------- | ---------- |
| 1     | LAV Stadtwerke Tübingen (Laura Wilhelm, Jackie Baumann, Hanna Klein)                           | 6:22,99    |
| 2     | ASV Köln (Kim Uhlendorf, Inken Terjung, Vera Coutellier)                                       | 6:28,91    |
| 3     | StG Diez/Lehmen/Ochtendung (Sandra Teller\|Lucia Sturm\|Olivia Gürth)                          | 6:29,41    |
| 4     | StG VfL Eintracht Hannover/Oldenburg/Löningen (Xenia Krebs, Sarah Fleur Schulze, Smilla Kolbe) | 6:31,39    |
| 5     | StG Pliezhausen-Gomar-Balingen (Katrin Wallner, Julia Rieger, Karoline Maria Sauer)            | 6:52,76    |
| 6     | Berliner SV 1892 (Emma Waldschmidt, Vivien Gronde, Elisabeth Rogoll)                           | 6:53,08    |
| 7     | SSV Ulm 1846 (Tanja Majer, Tsambika Jäger, Lena Humburger)                                     | 6:53,40    |
| 8     | TSV Schott Mainz (Phyllis Mainka, Franziska Schindler, Annika Frank)                           | 6:55,72    |

Datum: 29. Mai
fand in Mainz im Rahmen der Deutschen Meisterschaften für Langstaffeln statt
Der Wettbewerb wurde in zwei Zeitendläufen entschieden, deren Resultate zu einem Gesamtergebnis zusammengefasst wurden. Die Staffeln auf den Rängen eins bis acht starteten alle gemeinsam im zweiten Rennen.

### 5000 Meter Bahngehen
| Platz | Athletin, Verein                         | Zeit (min) |
| ----- | ---------------------------------------- | ---------- |
| 1     | Lena Sonntag (SC Potsdam)                | 24:46,14   |
| 2     | Brit Schröter (LG Vogtland)              | 25:11,35   |
| 3     | Lea Anika Obenaus (SC Potsdam)           | 27:09,30   |
| 4     | Nicole Hörl (Diezer TSK Oranien)         | 28:39,76   |
| 5     | Jana Keller (Sportfreunde Neukieritzsch) | 28:43,34   |
| 6     | Lucy Steffen (SC Potsdam)                | 29:09,21   |
| 7     | Britta Bauer (VfL 1860 Marburg)          | 30:02,22   |
| 8     | Yvonne Bonneß (ASV Erfurt)               | 30:04,26   |

Datum: 10. September
fand in Neukieritzsch statt

### 20 km Straßengehen
| Platz | Athletin, Verein                     | Zeit (h) |
| ----- | ------------------------------------ | -------- |
| 1     | Saskia Feige (SC DHfK Leipzig)       | 1:35:27  |
| 2     | Linda Betto (TuS Kelsterbach)        | 2:15:07  |
| 3     | Antje Köhler (Droste-Running-Team)   | 2:20:48  |
| 4     | Marita Echle (TV Biberach)           | 2:24:28  |
| 5     | Birgit Komoll (Polizei SV Berlin)    | 2:27:08  |
| 6     | Brigitte Patrzalek (TuS Kelsterbach) | 2:28:35  |
| 7     | Monika Müller (TuS Kelsterbach)      | 2:28:36  |
| 8     | Ursula Klink (TV Groß-Gerau)         | 2:33:45  |

Datum: 30. April
fand in Frankfurt am Main statt

### 20 km Straßengehen, Mannschaftswertung
| Platz | Verein, Besetzung                                                | Zeit (h) |
| ----- | ---------------------------------------------------------------- | -------- |
| 1     | TuS Kelsterbach (Linda Betto, Monika Müller, Brigitte Patrzalek) | 7:12:12  |

Datum: 30. April

fand in Frankfurt am Main statt

nur ein Team in der Wertung

### 35 km Straßengehen
| Platz | Athletin, Verein                     | Zeit (h)   |
| ----- | ------------------------------------ | ---------- |
| 1     | Emilia Lehmeyer (LG Nord Berlin)     | 3:04:22 CR |
| 2     | Katrin Schusters (Polizei SV Berlin) | 3:14:57000 |

Datum: 30. April
fand in Frankfurt am Main statt
nur zwei Teilnehmerinnen am Start

### Hochsprung
| Platz | Athletin, Verein                           | Höhe (m) |
| ----- | ------------------------------------------ | -------- |
| 1     | Bianca Stichling (TSV Bayer 04 Leverkusen) | 1,87     |
| 2     | Lea Halmans (SV GO! Saar 05)               | 1,84     |
| 2     | Marie-Laurence Jungfleisch (VfB Stuttgart) | 1,84     |
| 4     | Lavinja Jürgens (LG Stadtwerke München)    | 1,84     |
| 5     | Imke Onnen (Hannover 96)                   | 1,80     |
| 6     | Christina Honsel (TV Wattenscheid 01)      | 1,80     |
| 7     | Celine Geissler (TV Sulz)                  | 1,75     |
| 8     | Jara Ellinger (TSG 1845 Heilbronn)         | 1,70     |
| 8     | Blessing Enatoh (TSV Spandau 1860)         | 1,70     |

Datum: 25. Juni

### Stabhochsprung
| Platz | Athletin, Verein                            | Höhe (m) |
| ----- | ------------------------------------------- | -------- |
| 1     | Anjuli Knäsche (LG Leinfelden-Echterdingen) | 4,55     |
| 2     | Ella Buchner (SC Potsdam)                   | 4,40     |
| 3     | Jacqueline Otchere (MTG Mannheim)           | 4,40     |
| 4     | Anne Berger (VfL Gladbeck)                  | 4,20     |
| 5     | Friedelinde Petershofen (SC Potsdam)        | 4,20     |
| 6     | Clara Rentz (LT DSHS Köln)                  | 4,20     |
| 7     | Katharina Bauer (TSV Bayer 04 Leverkusen)   | 4,10     |
| 8     | Luisa-Sophie Peck (1. LAV Rostock)          | 4,10     |

Datum: 26. Juni

### Weitsprung
| Platz | Athletin, Verein                            | Weite (m) |
| ----- | ------------------------------------------- | --------- |
| 1     | Malaika Mihambo (LG Kurpfalz)               | 6,85      |
| 2     | Maryse Luzolo (Königsteiner LV)             | 6,60      |
| 3     | Mikaelle Assani (LG Region Karlsruhe)       | 6,54      |
| 4     | Sophie Weißenberg (TSV Bayer 04 Leverkusen) | 6,49      |
| 5     | Merle Homeier (LG Göttingen)                | 6,46      |
| 6     | Nicola Kondziella (TV Wattenscheid 01)      | 6,44      |
| 7     | Malin Stavenow (Eintracht Frankfurt)        | 6,10      |
| 8     | Hannah Wörlein (TSV Ochenbruck)             | 6,05      |

Datum: 26. Juni

### Dreisprung
| Platz | Athletin, Verein                           | Weite (m) |
| ----- | ------------------------------------------ | --------- |
| 1     | Neele Eckhardt-Noack (LG Göttingen)        | 14,14     |
| 2     | Kristin Gierisch (TSV Bayer 04 Leverkusen) | 14,00     |
| 3     | Jessie Maduka (TV Wattenscheid 01)         | 13,77     |
| 4     | Kira Wittmann (LG Göttingen)               | 13,76     |
| 5     | Maria Purtsa (LAC Erdgas Chemnitz)         | 13,65     |
| 6     | Mara Häusler (1. LAV Rostock)              | 13,42     |
| 7     | Caroline Joyeux (LG Nord Berlin)           | 13,40     |
| 8     | Imke Daalmann (TSV Bayer 04 Leverkusen)    | 13,08     |

Datum: 25. Juni

### Kugelstoßen
| Platz | Athletin, Verein                        | Weite (m) |
| ----- | --------------------------------------- | --------- |
| 1     | Sara Gambetta (SV Halle)                | 18,67     |
| 2     | Katharina Maisch (LV 90 Erzgebirge)     | 18,62     |
| 3     | Julia Ritter (TV Wattenscheid 01)       | 18,25     |
| 4     | Yemisi Ogunleye (MTG Mannheim)          | 17,63     |
| 5     | Lea Riedel (VfL Sindelfingen)           | 17,24     |
| 6     | Annina Brandenburg (TV Wattenscheid 01) | 16,33     |
| 7     | Jaqueline Gippner (SC Potsdam)          | 15,89     |
| 8     | Sina Prüfer (SC Neubrandenburg)         | 15,73     |

Datum: 23. Juni

### Diskuswurf
| Platz | Athletin, Verein                            | Weite (m) |
| ----- | ------------------------------------------- | --------- |
| 1     | Kristin Pudenz (SC Potsdam)                 | 67,10     |
| 2     | Shanice Craft (SV Halle)                    | 64,64     |
| 3     | Julia Harting (SCC Berlin)                  | 64,34     |
| 4     | Claudine Vita (SC Neubrandenburg)           | 63,36     |
| 5     | Marike Steinacker (TSV Bayer 04 Leverkusen) | 61,98     |
| 6     | Julia Ritter (TV Wattenscheid 01)           | 57,50     |
| 7     | Antonia Kinzel (MTG Mannheim)               | 55,88     |
| 8     | Jule Gipmann (Viktoria Goch)                | 54,14     |

Datum: 25. Juni

### Hammerwurf
| Platz | Athletin, Verein                          | Weite (m) |
| ----- | ----------------------------------------- | --------- |
| 1     | Samantha Borutta (Eintracht Frankfurt)    | 67,09     |
| 2     | Michelle Döpke (TSV Bayer 04 Leverkusen)  | 65,51     |
| 3     | Carolin Paesler (TSV Bayer 04 Leverkusen) | 65,49     |
| 4     | Esther Imaiagbee (Berliner TSC)           | 62,94     |
| 5     | Aileen Kuhn (LAZ Ludwigsburg)             | 62,44     |
| 6     | Jada Julien (LAC Erdgas Chemnitz)         | 61,89     |
| 7     | Sophie Gimmler (LC Rehlingen)             | 61,37     |
| 8     | Neele Koopmann (SCC Berlin)               | 60,88     |

Datum: 25. Juni

### Speerwurf
| Platz | Athletin, Verein                        | Weite (m) |
| ----- | --------------------------------------- | --------- |
| 1     | Lea Wipper (SC Magdeburg)               | 60,98     |
| 2     | Annika Marie Fuchs (SC Potsdam)         | 57,24     |
| 3     | Dana Bergrath (TSV Bayer 04 Leverkusen) | 56,90     |
| 4     | Jana Marie Lowka (Eintracht Frankfurt)  | 56,10     |
| 5     | Christine Winkler (SC DHfK Leipzig)     | 54,82     |
| 6     | Emma Wörsdörfer (TV Elz)                | 54,11     |
| 7     | Josefa Schepp (TSV Bayer 04 Leverkusen) | 50,90     |
| 8     | Alyssa John (SC Potsdam)                | 49,61     |

Datum: 26. Juni

### Siebenkampf
| Platz | Athletin, Verein                                 | Punkte |
| ----- | ------------------------------------------------ | ------ |
| 1     | Mareike Rösing (USC Mainz)                       | 5794   |
| 2     | Anna-Lena Obermaier (LG Telis Finanz Regensburg) | 5758   |
| 3     | Laura Voß (LAZ Soest)                            | 5545   |
| 4     | Marion Brunner (LG Telis Finanz Regensburg)      | 5210   |
| 5     | Katharina Kemp (MTV Lübeck)                      | 5149   |
| 6     | Alina Sophie Böhm (TG 04 Limburgerhof)           | 4832   |
| 7     | Claudia Mieke (LT DSHS Köln)                     | 4773   |
| DNF   | Janina Lange (SC Poppenbüttel)                   | 2323   |

Datum: 27./28. August
fand in Filderstadt-Bernhausen statt

### Crosslauf–6,35 km
| Platz | Athletin, Verein                           | Zeit (min) |
| ----- | ------------------------------------------ | ---------- |
| 1     | Alina Reh (SCC Berlin)                     | 21:59      |
| 2     | Hanna Klein (LAV Stadtwerke Tübingen)      | 22:09      |
| 3     | Miriam Dattke (LG Telis Finanz Regensburg) | 22:19      |
| 4     | Caterina Granz (LG Nord Berlin)            | 22:29      |
| 5     | Eva Dieterich (Laufteam Kassel)            | 22:31      |
| 6     | Emma Heckel (LG Telis Finanz Regensburg)   | 22:52      |
| 7     | Mia Jurenka (VfL Sindelfingen)             | 23:05      |
| 8     | Elena Burkard (LG farbtex Nordschwarzwald) | 23:10      |

Datum: 26. November
fand in Löningen statt

### Crosslauf–6,35 km– Mannschaftswertung
| Platz | Verein, Besetzung                                                                 | Punkte |
| ----- | --------------------------------------------------------------------------------- | ------ |
| 1     | LG Telis Finanz Regensburg I (Miriam Dattke, Emma Heckel. Kerstin Liebl)          | 25     |
| 2     | SCC Berlin I (Alina Reh, Carla Morgenroth, Christina Gerdes)                      | 34     |
| 3     | TSV Bayer 04 Leverkusen (Annasophie Drees, Berit Scheid\|, Linda Wrede)           | 67     |
| 4     | LG Telis Finanz Regensburg II (Svenja Ojstersek, Anne Spickhoff, Hanna Ackermann) | 86     |
| 5     | LC Paderborn (Nele Weike, Kiara Nahen, Lea Weike)                                 | 104    |
| 6     | SCC Berlin II (Inken Siebert, Lucia Katharina Hemeling, Anja Krüger)              | 108    |
| 7     | LG Region Karlsruhe (Amélie Svensson, Adeline Haisch, Tanja Hellmann)             | 116    |
| 8     | VfL Sindelfingen (Mia Jurenka, Kim Bödi, Paula Schönbucher)                       | 116    |

Datum: 26. November
fand in Löningen statt

### Berglauf–8,4 km / 1190 Höhenmeter
| Platz | Athletin, Verein                        | Zeit        |
| ----- | --------------------------------------- | ----------- |
| 1     | Laura Hottenrott (PSV Grün-Weiß Kassel) | 54:19 min   |
| 2     | Hanna Gröber (LAV Stadtwerke Tübingen)  | 56:41 min   |
| 3     | Simone Raatz (ASC Darmstadt)            | 1:00:55 h00 |
| 4     | Sarah Kistner (MTV Kronberg)            | 1:01:31 h00 |
| 5     | Monika Pletzer (LG Filder)              | 1:02:11 h00 |
| 6     | Felicitas Deutschkämer (LG Allgäu)      | 1:02:28 h00 |
| 7     | Franziska Schmieder (LG Brandenkopf)    | 1:02:46 h00 |
| 8     | Kerstin Esterlechner (PTSV Rosenheim)   | 1:03:58 h00 |

Datum: 2. Oktober
fand in Schönau am Königssee im Rahmen des Jenner-Berglaufs statt

### Berglauf–8,4 km / 1190 Höhenmeter, Mannschaftswertung
| Platz | Verein, Besetzung                                                         | Zeit (h) |
| ----- | ------------------------------------------------------------------------- | -------- |
| 1     | PTSV Rosenheim (Kerstin Esterlechner, Kristina Schollerer, Irmi Hobmaier) | 3:17:29  |
| 2     | LG Allgäu (Felicitas Deutschkämer, Sabine Nagel, Natalie Rauh)            | 3:23:59  |
| 3     | SSC Hanau-Rodenbach (Nessrin Amerschläger, Maja Severloh, Lea Blandamura) | 3:27:10  |
| 4     | SG Wenden (Stefanie Osthoff, Christl Dörschel, Mara Lückert)              | 3:29:04  |
| 5     | LAC Quelle Fürth (Julia Rath, Luisa Frehner, Marie Krebelder)             | 3:54:49  |
| 6     | LG Mettenheim (Christine Sachs, Dr. Sigrid Hutter, Tanja Miriam Winter)   | 4:26:17  |

Datum: 2. Oktober
fand in Schönau am Königssee im Rahmen des Jenner-Berglaufs statt
nur sechs Teams in der Wertung

### 6-Stunden-Lauf(DUV)
| Platz | Athletin, Verein                        | Strecke (km) |
| ----- | --------------------------------------- | ------------ |
| 1     | Rebecca Lenger (LG Ultralauf)           | 64,936       |
| 2     | Anja Berners (TV Konzen)                | 64,533       |
| 3     | Sandra Kötzle (LG Mauerweg Berlin)      | 64,282       |
| 4     | Sabine Andres (LG Elmshorn)             | 63,096       |
| 5     | Inge Raabe (TuRa Remscheid-Süd)         | 62,567       |
| 6     | Marion Braun (SV Germania Eicherscheid) | 61,007       |
| 7     | Karolin Lohbeck (LC Adler Bottrop)      | 60,776       |
| 8     | Simone Stöppler (SSC Hanau-Rodenbach)   | 59,45        |

Datum: 22. Mai
fand in Herne im Rahmen des 6 Stundenlaufs statt

### 6-Stunden-Lauf(DUV), Mannschaftswertung
| Platz | Verein, Besetzung                                                                  | Strecke (km) |
| ----- | ---------------------------------------------------------------------------------- | ------------ |
| 1     | LG Ultralauf (Rebecca Lenger, Celina Kortüm, Sabine Kramer)                        | 170,406      |
| 2     | LSG Karlsruhe / LC Adler Bottrop (Karolin Lohbeck, Melanie Fraas, Susanne Raßmann) | 168,484      |

Datum: 22. Mai
fand in Herne im Rahmen des 6 Stundenlaufs statt
nur zwei Teams in der Wertung

### Ultratrail(DUV), 82km / 3680Höhenmeter (aufwärts) / 3730Höhenmeter (abwärts)
| Platz | Athletin, Verein                        | Zeit (h) |
| ----- | --------------------------------------- | -------- |
| 1     | Anna Hahner (SCC Berlin)                | 09:59:06 |
| 2     | Anna Jansen (LG90 Ebersberg - Grafing)  | 10:31:36 |
| 3     | Pamela Veith (TSV Kusterdingen)         | 12:15:06 |
| 4     | Natalie Hörst (LG Würzburg)             | 12:53:49 |
| 5     | Bärbel Lemme (TSG Wittenburg)           | 15:06:57 |
| 6     | Renate Greiff (LG Ultralauf)            | 17:54:15 |
| 7     | Monika Weyand (LSG Schmelz-Hüttersdorf) | 19:37:51 |

Datum: 16. Juli
fand in Grainau im Rahmen des Zugspitz Ultratrails statt
nur sieben Teilnehmerinnen

### 24-Stunden-Lauf(DUV)
| Platz | Athletin, Verein                  | Strecke (km) |
| ----- | --------------------------------- | ------------ |
| 1     | Anne Stephan (Die Laufpartner)    | 230,551      |
| 2     | Simone Durry (TG 1848 Neuss)      | 216,502      |
| 3     | Katrin Gottschalk (LG Ultralauf)  | 212,355      |
| 4     | Sigrid Hoffmann (LG Westerwald)   | 208,189      |
| 5     | Miriam Kudermann (LG Ultralauf)   | 202,816      |
| 6     | Katrin Tüg-Hilbert (LG Ultralauf) | 181,522      |
| 7     | Marika Heinlein (1. FC Geesdorf)  | 179,219      |
| 8     | Petra Fornaçon (LG Ultralauf)     | 170,999      |

Datum: 14./15. Mai
fand in Bottrop im Rahmen des Bottroper Ultralauf Festivals (BUF) statt

### 24-Stunden-Lauf(DUV), Mannschaftswertung
| Platz | Verein, Besetzung                                                                | Strecke (km) |
| ----- | -------------------------------------------------------------------------------- | ------------ |
| 1     | LG Ultralauf I (Miriam Kudermann, Katrin Gottschalk, Katrin Tüg-Hilbert)         | 597,693 DR   |
| 2     | LG Ultralauf II (\|Petra Fornaçon, Kerstin Hommel, Sylvia Faller)                | 450,751000   |
| 3     | Die Laufpartner (Christiane Neidiger, Nadine Emminghaus, Anne Stephan)           | 442,057000   |
| 4     | LG Mauerweg Berlin (Martina Pahmeyer, Sonja Kley, Nicole Linke)                  | 385,889000   |
| 5     | Ultrafriesen (Stefanie Makiola, Christine Böneker, Nicola Stelling)              | 358,824000   |
| 6     | sportTREND Ultralaufteam Braunschweig (Maike Noack, Nicole Prinz, Sylvia Stanik) | 319,322000   |

Datum: 14./15. Mai
fand in Bottrop im Rahmen des Bottroper Ultralauf Festivals (BUF) statt
nur sechs Teams in der Wertung

## Meisterschaftsresultate Mixed

### 4 × 400 m Staffel
| Platz | Verein, Besetzung                                                                                | Zeit (min) |
| ----- | ------------------------------------------------------------------------------------------------ | ---------- |
| 1     | VfL Sindelfingen (Maximilian Dillitzer, Carolina Krafzik, Lisa Sophie Hartmann, Yannic Krings)   | 3:24,52 CR |
| 2     | TSV Bayer 04 Leverkusen (Jonas Klein, Rebekka Leslie Babilon, Anna Lena Schüller, Henri Schlund) | 3:27,40000 |
| 3     | LG Nord Berlin (Charlotte Wolff, Johannes Wuthe, Karolina Pahlitzsch, Alexander Hanke)           | 3:29,81000 |
| 4     | SV Preußen Berlin (Leonik Schindler, Jill Leonie Jäger, Gisèle Wender, Alexandro Seiler)         | 3:32,45000 |
| 5     | LG Osnabrück (Florian Kroll, Marie Zepter, Jana Rohling, Fabian Dammermann)                      | 3:35,02000 |
| 6     | StG SG Walldorf/TV Dielheim (Malte Hinrichs, Luisa Herrfurth, Sarah Krämer, Luca Klevenz)        | 3:35,36000 |
| 7     | TSV Schott Mainz (Lionel Salakiaku, Lena Spindler, Luise Pecht, Jan Schmied)                     | 3:35,75000 |
| 8     | LT DSHS Köln (Björn Rasmus Pröve, Laura Marx, Elena Decker, Felix Thurn)                         | 3:36,93000 |

Datum: 29. Mai
fand in Mainz im Rahmen der Deutschen Meisterschaften für Langstaffeln statt
Diese Disziplin war zum ersten Mal Teil des Programms Deutscher Leichtathletikmeisterschaften. So gab es erstmals einen für Frauen und Männer gemischten Wettbewerb. Geplant war das zwar schon für die Meisterschaften 2020, jedoch waren die Staffelläufe wegen der COVID-19-Pandemie in den vergangenen beiden Jahren nicht ausgetragen worden.